# Segundo gobierno de José María Aznar
El segundo gobierno de José María Aznar fue el Gobierno de España entre abril de 2000 y abril de 2004. José María Aznar fue investido presidente del Gobierno por el Congreso de los Diputados después de que el Partido Popular (PP) ganara las elecciones generales de 2000 que dieron comienzo a la vii legislatura de España.
El Gobierno cesó el 14 de marzo de 2004 por la celebración de las elecciones generales. Continuó en funciones hasta el 17 de abril de 2004, día en que tomó posesión el primer Gobierno de Zapatero.

## Historia
El 26 de abril de 2000, José María Aznar juró el cargo de presidente del Gobierno ante el rey Juan Carlos I. El 28 de abril de 2000 todos los ministros tomaron posesión del cargo, conformando el Consejo de Ministros hasta el 17 de abril de 2004. Se recuperaron tres ministerios: el Ministerio de Hacienda y el Ministerio de Economía, que obtuvieron sus competencias del Ministerio de Economía y Hacienda, y el Ministerio de Ciencia y Tecnología, que sustituyó al Ministerio de Industria y Energía. Se produjeron grandes cambios en el gobierno: salieron Abel Matutes (Asuntos Exteriores), Margarita Mariscal de Gante (Justicia), Eduardo Serra (Defensa), Rafael Arias-Salgado (Fomento), José Manuel Romay (Sanidad) e Isabel Tocino (Medio Ambiente). Además, cambiaron Josep Piqué (Industria), Ángel Acebes (Administraciones Públicas), Jesús Posada (Agricultura), Francisco Álvarez-Cascos (vicepresidente primero y Presidencia) y Mariano Rajoy (Educación). A continuación se muestran los ministros y ministerios del segundo Gobierno de Aznar.
- El 28 de febrero de 2001, Jaime Mayor Oreja dejó la cartera de Interior para presentarse a las elecciones del País Vasco. Le sustituyó Mariano Rajoy, que dejó la cartera del Ministerio de la Presidencia a Juan José Lucas.

- El 9 de julio de 2002, el Gobierno sufrió una amplia remodelación. Ana Palacio ocupó la cartera de Asuntos Exteriores, que dejó Josep Piqué para ocupar la cartera de Ciencia y Tecnología. José María Michavila ocupó la cartera de Justicia, que dejó Ángel Acebes para ocupar la cartera de Interior. Eduardo Zaplana ocupó la cartera de Trabajo. Mariano Rajoy volvió a ocupar la cartera de Presidencia y la portavocía del Gobierno. Javier Arenas ocupó la cartera de Administraciones Públicas. Por último, Ana Pastor ocupó la cartera de Sanidad.[1]

- El 3 de marzo de 2003, Jaume Matas dejó la cartera de Medio Ambiente para presentarse a las elecciones autonómicas baleares. Su puesto lo ocupó Elvira Rodríguez.[2]

- El 3 de septiembre de 2003, la designación de Mariano Rajoy como sucesor de José María Aznar al frente del Partido Popular provocó un cambio ministerial al dimitir de toda responsabilidad gubernamental para centrarse en el liderazgo del PP. Rodrigo Rato pasó a ser vicepresidente primero; Javier Arenas, vicepresidente segundo y ministro de la Presidencia. La cartera de Administraciones Públicas pasó a Julia García-Valdecasas, que ocupó el lugar de Javier Arenas, y la portavocía del Gobierno pasó a Eduardo Zaplana. Además, Josep Piqué abandonó el Ministerio de Ciencia y Tecnología para centrarse en el PP de Cataluña. Su puesto lo ocupó Juan Costa.[3]

## Composición
| Partido político |               | Partido Popular (PP) |
| Partido político | Independiente |                      |

| ii Gobierno de Aznar (2000-2004)                |                                                         |                                         |         |
| Cargo                                           | Titular                                                 | Titular                                 | Titular |
| Presidente                                      |                                                         | José María Aznar López                  |         |
| Vicepresidente primero                          |                                                         | Mariano Rajoy Brey (2000-2003)          |         |
| Vicepresidente primero                          | Rodrigo Rato Figaredo (2003-2004)                       |                                         |         |
| Vicepresidente segundo                          |                                                         | Rodrigo Rato Figaredo (2000-2003)       |         |
| Vicepresidente segundo                          | Javier Arenas Bocanegra (2003-2004)                     |                                         |         |
| Asuntos Exteriores                              |                                                         | Josep Piqué i Camps (2000-2002)         |         |
| Asuntos Exteriores                              | Ana Palacio Vallelersundi (2002-2004)                   |                                         |         |
| Justicia Notario Mayor del Reino                |                                                         | Ángel Acebes Paniagua (2000-2002)       |         |
| Justicia Notario Mayor del Reino                | José María Michavila (2002-2004)                        |                                         |         |
| Defensa                                         |                                                         | Federico Trillo-Figueroa Martínez-Conde |         |
| Hacienda                                        |                                                         | Cristóbal Ricardo Montoro Romero        |         |
| Interior                                        |                                                         | Jaime Mayor Oreja (2000-2001)           |         |
| Interior                                        | Mariano Rajoy Brey (2001-2002)                          |                                         |         |
| Interior                                        | Ángel Acebes Paniagua (2002-2004)                       |                                         |         |
| Fomento                                         |                                                         | Francisco Álvarez Cascos                |         |
| Educación, Cultura y Deporte                    |                                                         | Pilar del Castillo                      |         |
| Trabajo y Asuntos Sociales                      |                                                         | Juan Carlos Aparicio Pérez (2000-2002)  |         |
| Trabajo y Asuntos Sociales                      | Eduardo Andrés Julio Zaplana Hernández-Soro (2002-2004) |                                         |         |
| Agricultura, Pesca y Alimentación               |                                                         | Miguel Arias Cañete                     |         |
| Sanidad y Consumo                               |                                                         | Celia Villalobos Talero (2000-2002)     |         |
| Sanidad y Consumo                               | Ana María Pastor Julián (2002-2004)                     |                                         |         |
| Presidencia Secretario del Consejo de Ministros |                                                         | Mariano Rajoy Brey (2000-2001)          |         |
| Presidencia Secretario del Consejo de Ministros | Juan José Lucas (2001-2002)                             |                                         |         |
| Presidencia Secretario del Consejo de Ministros | Mariano Rajoy Brey (2002-2003)                          |                                         |         |
| Presidencia Secretario del Consejo de Ministros | Javier Arenas Bocanegra (2003-2004)                     |                                         |         |
| Economía                                        |                                                         | Rodrigo Rato Figaredo                   |         |
| Administraciones Públicas                       |                                                         | Jesús Posada Moreno (2000-2002)         |         |
| Administraciones Públicas                       | Javier Arenas Bocanegra (2002-2003)                     |                                         |         |
| Administraciones Públicas                       | Julia García-Valdecasas Salgado (2003-2004)             |                                         |         |
| Medio Ambiente                                  |                                                         | Jaume Matas Palou (2000-2003)           |         |
| Medio Ambiente                                  | María Elvira Rodríguez Herrer (2003-2004)               |                                         |         |
| Ciencia y Tecnología                            |                                                         | Anna María Birulés Bertrán (2000-2002)  |         |
| Ciencia y Tecnología                            | Josep Piqué Camps (2002-2003)                           |                                         |         |
| Ciencia y Tecnología                            | Juan Costa Climent (2003-2004)                          |                                         |         |
| Portavoz                                        |                                                         | Pío Cabanillas Alonso (2000-2002)       |         |
| Portavoz                                        | Mariano Rajoy Brey (2002-2003)                          |                                         |         |
| Portavoz                                        | Eduardo Andrés Julio Zaplana Hernández-Soro (2003-2004) |                                         |         |

## Procedencia geográfica
| Comunidad autónoma                | Cargo                                 | Titular                                     |
| --------------------------------- | ------------------------------------- | ------------------------------------------- |
| Andalucía                         | Vicepresidente segundo y Presidencia  | Javier Arenas Bocanegra                     |
| Andalucía                         | Hacienda                              | Cristóbal Ricardo Montoro Romero            |
| Aragón                            | -                                     | -                                           |
| Principado de Asturias            | -                                     | -                                           |
| Cantabria                         | -                                     | -                                           |
| Castilla y León                   | Interior                              | Ángel Acebes Paniagua                       |
| Castilla y León                   | Sanidad y Consumo                     | Ana María Pastor Julián                     |
| Castilla-La Mancha                | -                                     | -                                           |
| Cataluña                          | Administraciones Públicas             | Julia García-Valdecasas Salgado             |
| Extremadura                       | -                                     | -                                           |
| Galicia                           | -                                     | -                                           |
| Islas Baleares                    | -                                     | -                                           |
| Canarias                          | -                                     | -                                           |
| La Rioja                          | -                                     | -                                           |
| Comunidad de Madrid               | Presidente                            | José María Aznar López                      |
| Comunidad de Madrid               | Vicepresidente primero y Economía     | Rodrigo Rato Figaredo                       |
| Comunidad de Madrid               | Asuntos Exteriores                    | Ana Palacio Vallelersundi                   |
| Comunidad de Madrid               | Justicia                              | José María Michavila                        |
| Comunidad de Madrid               | Fomento                               | Francisco Álvarez Cascos                    |
| Comunidad de Madrid               | Agricultura, Pesca y Alimentación     | Miguel Arias Cañete                         |
| Comunidad de Madrid               | Medio Ambiente                        | María Elvira Rodríguez Herrer               |
| Región de Murcia                  | Portavoz y Trabajo y Asuntos Sociales | Eduardo Andrés Julio Zaplana Hernández-Soro |
| Región de Murcia                  | Defensa                               | Federico Trillo-Figueroa Martínez-Conde     |
| Navarra                           | -                                     | -                                           |
| País Vasco                        | -                                     | -                                           |
| Protectorado Español de Marruecos | Educación, Cultura y Deporte          | Pilar del Castillo                          |
| Comunidad Valenciana              | Ciencia y Tecnología                  | Juan Costa Climent                          |
| Ceuta                             | -                                     | -                                           |
| Melilla                           | -                                     | -                                           |